# Причини мазепинства (трактат)
«Короткий вивід причин, якими Україна з військом запорозьким побуджена або властиво змушена була вийти з московської протекції» 1709 — політичний трактат, написаний представниками мазепинської еміграції для обґрунтування права Гетьманщини на вихід з Російської держави, пам'ятка української політичної та правової думки. Знайдений у Шведському державному архіві Н.Молчановським, опублікований 1909 М.Грушевським. Документ проголошує природні права народу на свободу совісті та непорушність станових привілеїв; а також указує на те, що повстання проти монарха-суверена в разі порушення ним цих природних прав є правомірним. Правовідносини народу з монархом класифікуються на умовне (договірне, протекція) та безумовне підданство. Основна категорія твору — «вільний народ». У трактаті дається виклад політичної та правової історії Наддніпрянської України 17 — початку 18 ст., висвітлюється статус українців у Речі Посполитій, історія відносин Гетьманщини з Російською державою та Кримським ханатом, аналізуються документи, пов'язані з цими відносинами.